# Siitoonjärvi
Siitoonjärvi är en sjö i kommunerna Salo och Lojo i landskapen Egentliga Finland och Nyland i Finland. Sjön ligger 66,4 meter över havet. Arean är 53 hektar och strandlinjen är 3,46 kilometer lång. Sjön  ingår i Karisåns huvudavrinningsområde.   Den ligger omkring 80 kilometer öster om Åbo och omkring 70 kilometer väster om Helsingfors. 